# Anne Kathrine Fossli
Anne Kathrine Fossli (...) è un'ex sciatrice alpina norvegese.

## Biografia
Specialista delle prove tecniche, ai Campionati norvegesi la Fossli vinse la medaglia di bronzo nello slalom speciale nel 1984; non prese parte a rassegne olimpiche né ottenne piazzamenti in Coppa del Mondo o ai Campionati mondiali.

## Palmarès

### Campionati norvegesi
- 1 medaglia (dati dalla stagione 1983-1984):
  -  1 bronzo (slalom speciale nel 1984)[senza fonte]